# Luther: Verso l'inferno
Luther: Verso l'inferno (Luther: The Fallen Sun) è un film del 2023 diretto da Jamie Payne.
È il sequel dell'omonima serie televisiva Luther andata in onda dal 2010 al 2019.

## Trama
David Robey, un ricco commerciante e serial killer, ricatta e rapisce l'addetto alle pulizie Callum Aldrich. Il DCI John Luther viene assegnato al caso e promette alla madre di Callum, Corinne, che troverà suo figlio. Preoccupato per il suo coinvolgimento, Robey scava nel fango sui vari atti illegali che Luther ha commesso come agente di polizia, con il risultato di essere licenziato, perseguito e imprigionato.
Anni dopo, Robey convince Corrine e i genitori di altre vittime a recarsi in una casa dove brucia i cadaveri dei loro figli. Corrine fa visita a Luther in prigione, rimproverandolo per non aver trovato l'assassino di suo figlio. Robey invia via radio a Luther una registrazione del suo omicidio di Callum in prigione. Luther informa la DCI Odette Raine, il nuovo capo di Serious and Serial Crime, della trasmissione. Si mette in contatto con le guardie carcerarie e con l'ex socio McCabe per evaderlo. Raine porta il DSU in pensione Martin Schenk come consulente. Luther rintraccia Robey a Piccadilly Circus, dove Raine schiera la SCO19. I due lo affrontano lì, ma alcune persone che ha ricattato causano una distrazione uccidendosi pubblicamente. Robey fugge nella metropolitana di Londra dopo aver combattuto con Luther e ucciso un agente di polizia armato.
Robey rapisce la figlia di Raine, Anya. Ricatta Raine per portargli Luther in cambio della vita di Anya. Raine incontra Luther, gli punta una pistola contro e lo costringe a salire nel bagagliaio di un'auto. Ha un cambiamento di cuore e accetta con riluttanza di lavorare con lui. Fanno visita all'ex moglie di Robey, Georgette, scoprendo che possiede proprietà all'estero. Il DS Archie Woodward, subordinato di Raine, viene ricattato da Robey per uccidere Georgette, ma viene intercettato da Schenk. Archie si suicida. Luther e Raine si recano nella villa di Robey nella Norvegia rurale, dove scoprono che tortura a morte le vittime rapite in un live streaming chiamato "The Red Bunker". I due sono sopraffatti e Robey cerca di costringerli a farsi del male a vicenda per salvare Anya. Luther rivela che Georgette ha detto alla polizia il luogo e che sono in viaggio. Dopo una brutale lotta, i tre riescono a fuggire dal bunker e Luther insegue Robey in un lago ghiacciato, dove Robey annega. Luther viene salvato dai sommozzatori della polizia e da Schenk. Riprendendosi dalle ferite riportate a Londra, viene avvicinato da un alto funzionario dell'MI5 che, secondo quanto si deve, gli offre un lavoro invece di tornare in prigione.

## Produzione
Il film è stato girato in Inghilterra, Belgio e Islanda.

## Distribuzione
Il film è stato distribuito limitatamente in alcune sale cinematografiche statunitensi il 24 febbraio 2023 e globalmente sulla piattaforma Netflix a partire dal 10 marzo 2023.

## Accoglienza
Sul sito web aggregatore di recensioni Rotten Tomatoes, il 68% delle 97 recensioni della critica sono positive, con una valutazione media di 6,0/10. Metacritic, che utilizza una media ponderata, ha assegnato al film un punteggio di 53 su 100, basato su 32 critici.